# Amin Nazari
Amin Adam Nazari, född 26 april 1993 i Malmö, är en svensk-filippinsk-iransk fotbollsspelare som spelar för United City. Han har tidigare spelat för bland annat Malmö FF och Falkenbergs FF i Superettan.

## Klubbkarriär
Nazari började spela fotboll i Malmö FF vid fem års ålder. Han tog sig upp till A-laget och gjorde debut i Allsvenskan i en match mot Mjällby AIF den 20 april 2011 då han blev inbytt i slutet av andra halvlek. Den 5 maj 2011 skrev han på ett kontrakt på 2,5 år för Malmö FF. I mars 2013 lånades Nazari ut till Assyriska FF samtidigt som han skrev på ett nytt treårskontrakt med MFF.
I januari 2016 värvades Nazari av Falkenbergs FF, där han skrev på ett tvåårskontrakt. Efter säsongen 2017 lämnade han klubben. I maj 2018 skrev han på ett korttidskontrakt fram till 31 juli med IFK Mariehamn. Kontraktet förlängdes senare säsongen ut.
I februari 2019 värvades Nazari av thailändska Ratchaburi Mitr Phol. Den 14 december 2019 värvades han av malaysiska Kedah.

## Landslagskarriär
Nazari har spelat 12 matcher och gjort tre mål för det svenska U17-landslaget.

## Privatliv
Nazaris föräldrar kommer från Iran och Filippinerna. Hans äldre bror Omid är också fotbollsspelare och spelade även han tidigare för Malmö FF.